# Championnat d'Europe féminin de basket-ball 1950
Navigation
Italie 1938 URSS 1952
Le Championnat d'Europe féminin de basket-ball 1950 est la 2e édition du Championnat d'Europe féminin de basket-ball qui s’est déroulé à Budapest en Hongrie, du 14 mai 1950 au 20 mai 1950. Organisé par la FIBA, ce sont douze équipes qui participèrent à cette deuxième édition, l'Équipe d'URSS remporte cette édition devant la Hongrie et la Tchécoslovaquie.

## Équipes participantes
| Mode de qualification | Places | Nations qualifiées | Nombre de participations | Dernière participation | Meilleur résultat |
| --------------------- | ------ | ------------------ | ------------------------ | ---------------------- | ----------------- |
| Pays hôtes            | 1      | Hongrie            | 1re                      | -                      | -                 |
| Wild card             | 11     | Italie             | 2e                       | 1938                   | Vainqueur (1938)  |
| Wild card             | 11     | Pologne            | 2e                       | 1938                   | Troisième (1938)  |
| Wild card             | 11     | France             | 2e                       | 1938                   | 4e (1938)         |
| Wild card             | 11     | Suisse             | 2e                       | 1938                   | 5e (1938)         |
| Wild card             | 11     | Union soviétique   | 1re                      | -                      | -                 |
| Wild card             | 11     | Tchécoslovaquie    | 1re                      | -                      | -                 |
| Wild card             | 11     | Roumanie           | 1re                      | -                      | -                 |
| Wild card             | 11     | Belgique           | 1re                      | -                      | -                 |
| Wild card             | 11     | Autriche           | 1re                      | -                      | -                 |
| Wild card             | 11     | Israël             | 1re                      | -                      | -                 |
| Wild card             | 11     | Pays-Bas           | 1re                      | -                      | -                 |

## Compétition

### Format
Lors du tour préliminaire, les équipes ont été divisées en trois groupes du tournoi à la ronde, deux des quatre équipes sont qualifiée au tour suivant, les deux autre équipe participe a une Poule de classement. Le tour de classement, consistait en un groupe de six équipes pour définir les septième à douzième places du classement final. Un groupe de six équipes a été formé pour désigne et les première à sixième places du classement final. Pour départager les équipes à la fin de la compétition, en cas d'égalité de points, Les Équipes ex aequo sont classées selon les Régles Officielles du Basketball dans l'extrait D.1.3. Les équipes sont départagées suivant les critères suivants (dans l'ordre) :
1. Points
2. Résultats en face à face
3. Différence de points
4. Points marqués

### Tour préliminaire
| Groupe A |                  |     |   |   |     |     |      |
|          | Équipe           | Pts | G | P | PP  | PC  | Diff |
| 1        | Union soviétique | 6   | 3 | 0 | 229 | 67  | 162  |
| 2        | France           | 5   | 2 | 1 | 109 | 143 | 66   |
| 3        | Roumanie         | 4   | 1 | 2 | 91  | 146 | -53  |
| 4        | Belgique         | 3   | 0 | 3 | 117 | 190 | -73  |

|  | Union soviétique | 91 | 31 | Belgique |
|  | France           | 39 | 26 | Roumanie |
|  | Roumanie         | 49 | 41 | Belgique |
|  | Union soviétique | 72 | 20 | France   |
|  | Union soviétique | 66 | 16 | Roumanie |
|  | Belgique         | 45 | 50 | France   |

| Groupe B |          |     |   |   |     |     |      |
|          | Équipe   | Pts | G | P | PP  | PC  | Diff |
| 1        | Hongrie  | 6   | 3 | 0 | 215 | 66  | 149  |
| 2        | Pologne  | 5   | 2 | 1 | 127 | 95  | 3é   |
| 3        | Autriche | 4   | 1 | 2 | 72  | 126 | -54  |
| 4        | Israël   | 3   | 0 | 3 | 44  | 171 | -127 |

|  | Pologne | 52 | 18 | Autriche |
|  | Hongrie | 95 | 13 | Israël   |
|  | Israël  | 12 | 32 | Autriche |
|  | Pologne | 31 | 58 | Hongrie  |
|  | Hongrie | 62 | 22 | Autriche |
|  | Pologne | 44 | 19 | Israël   |

| Groupe C |                 |     |   |   |     |     |      |
|          | Équipe          | Pts | G | P | PP  | PC  | Diff |
| 1        | Tchécoslovaquie | 6   | 3 | 0 | 158 | 69  | 89   |
| 2        | Italie          | 5   | 2 | 1 | 166 | 75  | 91   |
| 3        | Pays-Bas        | 4   | 1 | 2 | 66  | 148 | -82  |
| 4        | Suisse          | 3   | 0 | 3 | 63  | 161 | -98  |

|  | Italie          | 71 | 17 | Pays-Bas        |
|  | Tchécoslovaquie | 70 | 16 | Suisse          |
|  | Pays-Bas        | 30 | 29 | Suisse          |
|  | Italie          | 34 | 40 | Tchécoslovaquie |
|  | Tchécoslovaquie | 48 | 19 | Pays-Bas        |
|  | Italie          | 61 | 18 | Suisse          |

### Tour final
| Places de 1 à 6 |                  |     |   |   |     |     |      |
|                 | Équipe           | Pts | G | P | PP  | PC  | Diff |
| 1               | Union soviétique | 10  | 5 | 0 | 350 | 128 |      |
| 2               | Hongrie          | 9   | 4 | 1 | 224 | 185 |      |
| 3               | Tchécoslovaquie  | 8   | 3 | 2 | 205 | 206 |      |
| 4               | France           | 7   | 2 | 3 | 197 | 257 |      |
| 5               | Italie           | 6   | 1 | 4 | 168 | 217 |      |
| 6               | Pologne          | 5   | 0 | 5 | 116 | 267 |      |

|  | Tchécoslovaquie  | 41 | 81 | Union soviétique |
|  | Pologne          | 20 | 40 | Tchécoslovaquie  |
|  | France           | 63 | 51 | Italie           |
|  | Hongrie          | 32 | 45 | Union soviétique |
|  | Italie           | 39 | 20 | Pologne          |
|  | Hongrie          | 56 | 49 | France           |
|  | Tchécoslovaquie  | 52 | 22 | France           |
|  | Union soviétique | 87 | 19 | Pologne          |
|  | Hongrie          | 29 | 28 | Italie           |
|  | Pologne          | 26 | 43 | France           |
|  | Union soviétique | 65 | 16 | Italie           |
|  | Hongrie          | 49 | 32 | Tchécoslovaquie  |

| Places de 7 à 12 |          |     |   |   |     |     |      |
|                  | Équipe   | Pts | G | P | PP  | PC  | Diff |
| 1                | Roumanie | 10  | 5 | 0 | 193 | 130 | 63   |
| 2                | Belgique | 9   | 4 | 1 | 211 | 161 | 50   |
| 3                | Suisse   | 7   | 2 | 3 | 141 | 143 | -2   |
| 4                | Autriche | 7   | 2 | 3 | 131 | 149 | -16  |
| 5                | Israël   | 6   | 1 | 4 | 121 | 172 | -51  |
| 6                | Pays-Bas | 6   | 1 | 4 | 120 | 162 | -42  |

|  | Suisse   | 28 | 21 | Israël   |
|  | Israël   | 39 | 21 | Pays-Bas |
|  | Belgique | 32 | 29 | Suisse   |
|  | Autriche | 16 | 42 | Roumanie |
|  | Autriche | 31 | 47 | Belgique |
|  | Pays-Bas | 25 | 27 | Roumanie |
|  | Autriche | 26 | 28 | Suisse   |
|  | Roumanie | 41 | 21 | Israël   |
|  | Pays-Bas | 24 | 41 | Belgique |
|  | Israël   | 28 | 50 | Belgique |
|  | Roumanie | 34 | 27 | Suisse   |
|  | Autriche | 26 | 20 | Pays-Bas |

## Classement final
| Rang                       | Équipe           | J | V | D | PP  | PC  | Diff | Statut              |
| -------------------------- | ---------------- | - | - | - | --- | --- | ---- | ------------------- |
| Médaille d'or, Europe      | Union soviétique | 7 | 7 | 0 | 507 | 175 | +332 | Poule finale        |
| Médaille d'argent, Europe  | Hongrie          | 7 | 6 | 1 | 381 | 220 | +161 | Poule finale        |
| Médaille de bronze, Europe | Tchécoslovaquie  | 7 | 5 | 2 | 323 | 241 | +82  | Poule finale        |
| 4                          | France           | 7 | 4 | 3 | 286 | 328 | -42  | Poule finale        |
| 5                          | Italie           | 7 | 3 | 4 | 300 | 252 | +48  | Poule finale        |
| 6                          | Pologne          | 7 | 2 | 5 | 212 | 304 | -92  | Poule finale        |
| 7                          | Roumanie         | 7 | 5 | 2 | 235 | 235 | 0    | Poule de classement |
| 8                          | Belgique         | 7 | 4 | 3 | 287 | 302 | -15  | Poule de classement |
| 9                          | Suisse           | 7 | 2 | 5 | 175 | 274 | -99  | Poule de classement |
| 10                         | Autriche         | 7 | 2 | 5 | 170 | 263 | -93  | Poule de classement |
| 11                         | Israël           | 7 | 1 | 6 | 153 | 310 | -157 | Poule de classement |
| 12                         | Pays-Bas         | 7 | 1 | 6 | 156 | 281 | -125 | Poule de classement |

| Championne d'Europe 1950 |
| · Union soviétique · 1re titre |
| - 3 Nina Maksimelianova - 4 Tamara Moiseeva - 5 Raisa Mamentieva - 6 Nina Maximilanova - 7 Lydia Alekseeva - 8 Evgenia Zarkovskaya - 9 Valentina Kopylova - 10 Evdokia Riabushkina - 11 Nina Pimenova - 12 Vera Haritonova - 13 Vera Shendel - 15 Zoya Stasiuk - 16 Yulia Burdina - Entraîneur : Konstantin Travin |